# ЛОЦМАН:PLM
ЛОЦМАН:PLM — система управления инженерными данными и жизненным циклом изделия, предназначена для автоматизации конструкторско-технологической подготовки производства.

## О системе
Древовидный состав изделия — основа данных Лоцман, на базе которого формируется и наполняется информация об изделии.
ЛОЦМАН помогает в:
- систематизации техдокументации на изделие;
- работе со структурой изделия и вариантами его конфигурации;
- интеграции с CAD, САПР ТП, справочниками;
- организации управления изменениями документов;
- управлении бизнес-процессами.

ЛОЦМАН:PLM использует трёхзвенную архитектуру, что позволяет гибко подойти к масштабируемости, хотя и требует более тщательной настройки.
Лоцман применяется на промышленных предприятиях, при обучении студентов.

## История
КОМПАС-Менеджер, выпускавшийся с 1995 года, является предшественником ЛОЦМАН:PLM, который был анонсирован в 2003 году.
По итогам конкурса ИТ-решений Softool в 2006 году ЛОЦМАН стал продуктом года.

## Применение
Пользователями Лоцман являются: РФЯЦ-ВНИИЭФ, Пермский завод «Машиностроитель», Электротяжмаш, ОРМЕТО-ЮУМЗ и другие.

## Аналоги
Существуют различные PLM-систем, среди которых есть как зарубежные (EDS — Teamcenter, IBM/Dassault Systemes — SmarTeam, PTC — Windchill, Baan — iBaan PDM, SAP — my SAP PLM), так и отечественные («Топ Системы» — T-FLEX PLM, «Прикладная логистика» — PDM Suite Site, «Лоция Софт» — Lotsia PDM Plus(Party Plus))
.
Их прямое сравнение затруднено, так как это сложные промышленные системы и для полноценного сравнения необходимо найти предприятие которое применяло бы у себя не в тестовом, а производственном режиме несколько различных систем одного года выпуска одновременно.